# 물리학의 발전
19세기에 들어 고전역학 이외의 분야에 대한 연구가 이루어지면서 물리학이 하나의 학문 체계로 정립되게 되었다.
물리학은 역학 외에 전자기학, 열역학 등 여러 분야로 이루어져 있다. 그중 고전역학은 과학 혁명기에 아이작 뉴턴에 의해 체계가 완성되었다. 그러나 나머지 분야는 미개척 분야로 방치되어 있다가 19세기에 들어 본격적인 연구가 이루어지게 되었다. 19세기에는 전기, 자기, 빛, 열 현상에 대한 탐구가 물체의 운동을 다루는 역학과 더불어 물리학이라는 하나의 학문 분야를 형성하게 하였다.

## 물리학의 성립
물리학이 학문의 형태로 정립된 것은 19세기 들어서였다. 이는 역학, 전자기학, 광학, 열역학 등 물리학을 구성하는 내용이 모두 19세기에 형성되었다는 의미가 아니라, 19세기에 새로운 개념과 이론이 등장해 이 분야들이 물리학이라는 하나의 학문으로 엮이게 되었다는 뜻이다. 물체의 운동을 다루는 역학은 다른 분야보다 일찍 발전하였다. 그러나 전기, 자기, 빛, 열 현상에 대해서는 여전히 잘 알지 못하는 상태였다.
물리학의 성립 과정에서 중요한 측면에는 정밀한 실험, 정량화, 수학적 모델링 도입이 있다.. 뉴턴은 연구 대상이었던 천체들을 단지 관찰만 할 수 있을 뿐, 그것을 대상으로 직접 실험을 할 수는 없었다. 즉, 역학 문제에서 종종 제기되는 ‘마찰과 저항이 있지 아니한 경우’는 인간이 쉽게 만들 수 있는 조건이 아니라는 의미이다. 그러나 전기, 자기, 빛, 열 현상은 그 본질을 잘 모르는 상태에서도 인간이 원하는 형태로 변형하거나 조작할 수 있었다. 19세기에는 실험으로 이 현상들을 정밀하게 측정하여 양으로 나타내었다. 예를 들어, 열에 대해 연구하면 이전 시기와 같이 ‘뜨겁다’, ‘차갑다’가 아니라 ‘몇 °C의 온도’라는 식으로 표현하고, 그것을 수학을 이용해 분석하였다. 그리고 그러한 계산을 토대로 수식으로 서술되는 정교한 물리학 이론을 얻었다.
이론적으로는 에너지 개념이 중요한 역할을 하였다. 에너지 개념은 역학뿐만 아니라 열, 전기, 자기 현상에도 적용될 수 있는 것으로, 에너지 개념을 통해 매우 다르게 보이는 이 현상들을 동일한 방식으로 이해할 수 있게 된 것이다. 그리고 에너지 보존 법칙은 이 현상들이 본질적으로 서로 연결되어 있음을 말해 주었다.

## 라플라스주의 물리학
과학 혁명기 이후 한동안 열, 전기, 자기, 빛과 관련해서는 여러 가지 실험을 통해 현상에 대한 경험적인 지식을 얻는 수준에 머물러 있었다. 이론적인 발전 수준은 역학이나 천문학과 같은 수리과학의 눈부신 발전에 비하면 오히려 초라할 정도였다. 과학 혁명 이후에는 새로 고안된 실험 기구를 사용해 여러 가지 실험을 수행하고 정밀한 실험값을 얻을 수 있게 되어 관련 현상에 대한 이해가 심화되었다. 그러나 여전히 열, 전기, 자기, 빛 현상을 독립적으로 파악할 뿐, 서로 연결되어 있다거나 같은 물리적 본질을 가진 현상이라고는 생각하지 못하였다.
19세기에 들어 열, 전기, 자기, 빛 현상을 동일한 물리적 원리로 설명하고, 그에 대한 이론이 역학과 통합되어 물리학이라는 학문을 이루는 데에는 라플라스의 기여가 컸다. 라플라스와 그의 제자들은 라플라스주의라는 프로그램을 통해 모든 자연 현상을 통일적으로 이해하고 설명하려 하였다. 라플라스주의는 천체 역학에서 천체들 사이에 작용하는 중력으로 모든 운동을 설명하듯 물질 알갱이 사이에 작용하는 힘을 기초로 모든 물리 현상을 설명하려 하였다.
18세기에 과학자들은 열과 전기가 일종의 ‘유체’로 이루어져 있다고 믿었다. 마치 관을 통해 물이 흐르듯 열과 전기를 띤 물체 속에서 열 유체나 전기 유체가 ‘흐른다’고 생각했던 것이다. 그런데 물체가 열이나 전기를 띤다고 해서 질량이 증가하지는 아니하므로 이 유체들은 일반 물질과 다른 무게가 없는 유체였다. 라플라스주의자들은 이 유체와 보통 물질의 알갱이 사이에 힘이 작용한다고 가정하고 이 힘 때문에 전기와 열 현상이 발생한다고 보았다. 전기를 띤 물체들이 서로 끌어당기거나 미는 힘의 크기를 실험으로 측정하고 그 결과를 중력과 똑같은 형태의 수학식으로 나타낸 쿨롱 법칙은 라플라스주의의 대표적인 성공 사례였다. 또, 라플라스주의자들은 빛 입자와 보통 물질 입자 사이에서 작용하는 입자력 때문에 빛의 여러 현상들이 나타난다고 여겼다.
라플라스주의는 일부 물리 현상을 입자 사이의 힘으로 완전히 설명하지는 못했다. 빛의 복굴절과 편광 현상을 비롯하여 화학 반응까지도 입자 사이의 힘으로 설명하였지만, 19세기에 접어들어 실체가 분명하지 않고 상식적으로도 이해하기 힘든 ‘무게 없는 유체’에 대한 비판에 직면하였다. 이러한 비판과 함께 전기, 빛, 열을 설명하는 새로운 이론들이 등장하면서 라플라스주의는 점차 쇠퇴해갔다.
라플라스주의 물리학이 몇 가지 문제점을 안고 있었지만, 라플라스주의자들이 강조했던 정량적이고 정밀한 실험 정신과 물리 현상에 대한 통일적 신념은 19세기 물리학의 발전에 큰 영향을 미치었다.

## 광학과 전자기학의 발전
빛에 대한 이론의 핵심은 빛이 입자인가 파동인가 하는 데 있었다. 물리학의 역사에서 빛이 입자들의 흐름인지 파동인지는 오랜 기간 동안 논란거리였다.
아이작 뉴턴보다 훨씬 앞서 1621년 빌러브로어트 스넬리우스(Willebrord Snellius)은 빛의 굴절에 대한 ‘스넬의 법칙’을 발견하고 빛의 굴절 현상을 아주 작은 빛 입자들의 흐름으로 설명하였다. 르네 데카르트와 아이작 뉴턴 역시 빛의 굴절 현상을 빛을 미세한 입자들의 흐름으로 간주하였다. 반면, 프란체스코 그리말디(Francesco Maria Grimaldi)는 호수의 물이 출렁이는 것처럼 ‘빛 액체’의 파동 운동으로 빛 현상을 설명하였고, 크리스티안 하위헌스도 빛의 반사와 굴절을 파동 이론으로 설명하였다.
이러한 입자설과 파동설은 둘 다 빛 현상을 잘 설명할 수 있었지만 빛의 본질이 무엇인지는 명확하게 설명해주지는 못했다.
아이작 뉴턴은 프리즘을 활용하여 백색광을 단색광으로 분리했다가 다시 백색광으로 합치는 유명한 실험을 하였다. 뉴턴은 이 실험 이후 백색광을 여러 가지 색의 빛 ‘입자’가 합쳐진 것으로 보았다. 그리고 그의 저서인 《광학》에서도 빛의 여러 현상을 입자 이론으로 설명하였다. 18세기 말 빛의 입자설은 뉴턴의 성공과 라플라스주의의 영향에 힘입어 오랜 기간 정설로 인정받았다.
19세기에 빛의 파동 이론이 다시 대두된 시기는 열, 전기, 빛의 무게 없는 유체 가정에 대한 비판과 같은 시기였다. 과학자들은 실체도 모호한 무게 없는 유체들을 설정한 이론들을 비판하고, 대신 다른 방식으로 열, 전기, 빛 현상을 설명하기 위해 노력하였다. 빛에 대해서는 영국과 토머스 영과 프랑스의 오귀스탱 장 프레넬을 중심으로 파동 이론이 다시 대두되었다.
토머스 영은 에테르의 파동으로 빛의 간섭 현상을 설명하였다. 영은 음향학에서 소리를 공기의 진동으로 이해하는 것처럼 빛을 에테르의 파동이라고 생각하였다. 그는 유명한 백색광의 이중 슬릿 실험 결과 나타나는 간섭 무늬의 밝은 띠와 어두운 띠를 에테르 파동의 보강과 상쇄로 설명하였다.
에테르는 이 시기 보통 물질 알갱이를 둘러싸고 있다고 믿어지던 물질이었다. 무게 없는 유체가 실체가 분명하지 않은 데 반해 에테르는 일반 물질이었다. 에테르와 빛의 무게 없는 유체는 서로 관련이 있을 수도 있다. 그러나 영의 이론에서는 에테르의 흐름으로 빛이 전달되는 것이 아니라, 에테르는 빛 파동의 매개체일 뿐이라는 점이 그 이전의 이론과 가장 큰 차이였다.
오귀스탱 장 프레넬은 영의 이론에 대해 알지 못하는 상태에서 간섭의 원리를 바탕으로 빛의 회절에 대한 설명을 내놓았다. 그는 회절 무늬를 에테르 파동의 보강과 소멸로 설명하는 이론을 정립하였다. 프레넬이 이 문제에 대해 작성한 논문은 1819년 파리 과학 아카데미 논문 대회에 제출되었고 심사가 이루어지는 동안 논문의 결과를 증명하는 실험 결과가 도출되어 프레넬이 수상하였다.
이후 프레넬과 다른 과학자들이 도전한 문제는 편광 현상이었다. 특정한 방향으로만 빛이 통과하는 편광 현상을 설명하기 위해서는 빛의 파동이 진동 방향과 진행 방향이 서로 수직인 횡파여야 했다. 음파처럼 진동 방향과 진행 방향이 평행한 종파로서는 편광 현상을 설명할 수가 없었던 것이다. 프레넬을 비롯한 다른 과학자들은 에테르를 역학적으로 설명할 수 있는 모형을 만들어 내기 위해 노력하였다. 빛이 물결파처럼 횡파라면 빛의 매질인 에테르는 물과 달리 완전 탄성체가 되어야 했다. 물은 완전 탄성체가 아니기 때문에 물결파는 멀리까지 전달되지 못하지만 빛은 매우 먼 거리에서도 전달되기 때문이었다. 프랑스의 오귀스탱 루이 코시는 에테르를 완전 탄성체로 간주하고 탄성체의 운동에 대한 미분 방정식을 빛의 횡파 전달에 적용하는 데 성공하였다. 이 미분 방정식은 후에 빛과 전자기 현상의 통합에 크게 기여하였다.

## 전자기학의 발전
전기와 자기 현상은 고대부터 알려져 있었지만 19세기가 될 때까지도 두 현상은 각기 다른 것으로 여겨졌다. 과학자들은 과학 혁명기 이후 전기와 자기 현상에 대해 여러 가지 실험을 수행하면서 두 현상을 이해하려고 노력하였다. 특히, 18세기 동안 전기와 자기 실험에 쓸 수 있는 측정 도구가 개발되었고, 전기와 자기 현상을 조작할 수 있는 여러 가지 장치가 고안되었다. 1799년에는 마찰을 통해 얻은 정전기 외에 전류를 지속적으로 공급할 수 있는 볼타 전지가 발명되어 전기 현상에 대한 실험이 비약적으로 발전하는 계기가 되었다.
이러한 노력의 결과 18세기에 일부 현상에 대해서는 경험식을 얻을 수 있을 만큼 정밀한 관측 결과를 충분히 얻을 수 있게 되었다. 경험식이란 실험값들이 보여주는 규칙성에 바탕해서 구한 수학식을 말한다. 예를 들어, 어떤 실험값({\displaystyle x})의 변화에 따른 관측값({\displaystyle y})이 2, 4, 6, 8, …로 이어진다면 두 양에 대해 {\displaystyle y=2x}의 관계식을 얻을 수 있다. 요하네스 케플러도 그의 제3법칙을 이런 방식을 통해 얻었다. 또 다른 예는 정전기력에 대한 쿨롱의 법칙이었다. 샤를 드 쿨롱은 이 방법을 써서 정전기를 띤 물체들 사이에 작용하는 인력과 척력의 공식이 중력식과 같은 모양이라는 것을 알아낼 수 있었다. 그러나 전기와 자기 현상의 본질에 대한 이해는 19세기가 될 때까지도 여전히 매우 부족한 상태였다.
19세기 초반에 전기와 자기는 밀접하게 연결된 것임을 보여주는 현상들이 연이어 발견되었다. 1819년에 코펜하겐의 한스 크리스티안 외르스테드는 실험을 하던 중 전류가 흐르는 도선 주위에 놓인 나침반의 바늘이 움직이는 것을 관찰했다. 전류의 세기가 달라질 때나 전류의 방향이 달라질 때, 나침반의 바늘이 바뀌는 것이다. 나침반의 바늘이 움직인 것은 주변에 자기력이 작용했다는 의미이다. 외르스테드가 놀란 것은 전류의 변화 때문에 나침반의 바늘을 움직인 자기력이 발생했기 때문이었다.
곧이어 프랑스의 앙드레마리 앙페르는 코일 속에 전기가 흐르게 되면 그 코일이 자석처럼 주변의 쇠붙이를 끌어당길 수 있다는 것을 알게 되었다. 즉, 전자석의 원리를 발견한 것이다.
1831년 영국의 마이클 패러데이는 전자기 현상에 대해 깊은 이해를 줄 수 있는 일련의 실험을 행하였다. 그는 두 개의 고리에 코일을 감은 뒤 한쪽 코일의 전류를 변화시키면 다른 쪽 코일에 전류가 유도된다는 사실을 발견하였다. 그는 또 코일 주변에서 자석이 움직일 때와 자석 주변에 코일이 움직일 때 각각 코일에 전류가 유도된다는 것도 알게 되었다. 이러한 전자기 유도 현상을 이용하여 나중에 발전기와 변압기가 개발되었다.
전자기유도 현상을 계기로 패러데이는 전자기 현상이 일어나는 주변 공간에 관심을 가지게 되었다. 대륙의 과학자들은 전기나 자기 현상이 중력처럼 멀리 떨어진 공간에서 작용하는 힘에 의한 것이라고 생각하였다. 그러나 패러데이는 전류가 흐르거나 자석이 있으면 주변 공간에 있는 매개 물질 입자가 전기적 긴장 상태에 빠지게 되고 그 상태가 인접한 입자에 다시 영향을 주는 방식으로 전달된다고 생각하였다. 그는 이렇게 힘이 전달되는 방향을 나타내는 ‘힘의 선’ 개념을 도입하고, 자석 주위에 철가루를 뿌렸을 때 나타나는 선이 자기력선을 형상화하는 것으로 설명하였다.
1845년 주변 공간에 자기장이라는 이름을 붙이고 이 선들의 상호 작용으로 전자기 현상을 설명하였다. 패러데이는 정규 학교 교육을 받지 못했기 때문에 전자기 현상에 대한 자신의 이해를 엄밀한 수학적 형태로 나타내지는 못했다. 그러나 그는 전자기 현상의 본질을 꿰뚫는 통찰력을 갖고 있었다.
패러데이와 달리 뛰어난 수학자이기도 했던 영국의 윌리엄 톰슨과 제임스 클러크 맥스웰은 1850~1860년대에 관념적인 패러데이의 장 이론을 수학적으로 정교하게 다듬고 물리적인 의미가 확실해지도록 발전시켰다.
톰슨은 장이 에테르의 소용돌이 운동으로 이루어졌다고 보고 소용돌이 운동을 수학적으로 풀이하였다. 맥스웰 역시 초기에는 에테르의 운동 모형을 생각하고 그것을 기초로 전자기장의 작용을 역학적으로 설명하였다. 그 결과 그는 맥스웰의 전자기 방정식을 완성할 수 있었다. 맥스웰의 전자기 방정식은 큰 호응을 얻었다.
한편, 맥스웰은 그의 전자기 방정식을 활용해 전자기 에테르에서 발생하는 횡파의 속도를 계산할 수 있었다. 그러자 놀랍게도 이 횡파의 속도는 빛의 속도와 같았다. 그는 이 결과를 보고 “우리는 다음과 같이 추론을 피할 수 없다. 즉, 빛은 전기 현상과 자기 현상의 원인이 되는 바로 그 매질의 횡적인 파동으로 이루어져 있다.”고 과감하게 결론을 내렸다.
맥스웰은 전자기 방정식의 위력은 그것이 어떤 모형에 기초했는가와 관계없이 수학적으로 정확하게 전자기 현상을 나타낼 수 있다는 것이었다. 따라서 전자기 현상을 매질에 의한 것이 아니라 중력과 같이 멀리서 작용하는 힘에 의하나 것으로 이해되던 독일의 과학자들도 이 방정식을 받아들일 수 있었다. 독일의 헬름홀츠는 맥스웰 이론을 대대적으로 독일에 소개했다. 독일의 헤르츠는 실험을 통해 맥스웰의 예언대로 전자기파가 존재하고, 그 전자기파의 속도가 빛의 속도와 같음을 증명하였다. 이로써 적어도 빛이 전자기파의 일종이라는 것이 증명되었고, 빛 에테르와 전기, 자기 에테르는 하나로 통합될 수 있었다.
그러나 에테르가 구체적으로 어떤 모형을 가지고 있는지에 대해서는 여전히 서로 다른 의견들이 존재했다. 이 문제를 해결하려는 여러 노력 중 하나는 알베르트 아인슈타인이 제기한 특수 상대성 이론과 깊은 관련을 맺게 된다.

## 열역학의 발전
힘, 에너지, 일이라는 개념은 오랫동안 그 성격이 분명하게 구분되지 않은 채 사용되었다. 예를 들어, 라이프니츠는 질량과 속도의 제곱을 곱한 양({\displaystyle mv^{2}})을 ‘활력’이라 부르고 이 양이 역학적 과정에서 보존된다고 믿었다. 또, 헬름홀츠는 에너지 보존 원리를 정식화한 논문의 제목을 「힘의 보존에 대하여」라고 하였다. 열역학의 발전은 이러한 개념들이 분명하게 구분되고 에너지 개념이 자연 현상을 이해하는 중심으로 자리 잡는 과정이었다.

### 열역학 제1법칙
19세기 초가 되면서 열, 일, 활력은 상호 변환이 가능한 양이라는 생각이 생겨나기 시작했다. 특히, 석탄을 태운 열로 일을 할 수 있게 만드는 열기관의 작동은 일과 열의 관계에 대해 깊이 생각할 계기를 제공하였다. 또, 1820년대에 일은 힘을 거리에 대해 적분한 값으로 측정할 수 있다고 정의되었다.
1840년대 영국의 제임스 프레스콧 줄은 역학적 일과 열의 정량적 관계를 측정하기 위한 장치를 고안하였다. 그는 역학적 일에서 전류를 만들고 전류에서 다시 열을 발생시키는 장치를 만들어 열과 역학적 일 사이의 변환 관계, 즉 열의 일당량을 숫자로 제시하였다. 줄은 ‘역학적 힘이 소모되면 언제나 정확히 같은 양의 열이 발생한다.’고 결론지었다. 그는 1847년 영국 과학 진흥 협회에서 이 결과를 발표하였다.
그러나 줄의 이 발표는 과학자들에게 고민거리를 던져 주었다. 왜냐하면 줄의 주장은 열기관에 대한 당시의 정설이었던 사디 카르노의 이론과 모순이었기 때문이었다. 카르노는 열이 무게 없는 유체의 일종인 칼로릭 이론(열소 이론)을 받아들였다. 카르노는 열기관에서 열은 온도가 높은 곳에서 낮은 곳으로 흐르면서 외부에 일을 한다고 보았다. 이 과정은 마치 물이 높은 곳에서 낮은 곳으로 떨어지면서 물레방아를 돌리는 것과 같고, 일을 하는 과정에서 열은 줄어들거나 없어지지 않는다. 이것은 에너지가 일 또는 다른 형태의 에너지로 변환되며 그 총량은 보존된다는 에너지 보존의 법칙이 성립함을 의미했다.
이후 톰슨은 에너지를 정역학적 에너지와 동역학적 에너지로 구분하였다. 정역학적 에너지는 운동하고 있지 않지만 일을 할 수 있는 상태, 즉 높은 데에 있는 추, 전기를 띤 물체 등에 저장된 에너지이다. 동역학적 에너지는 운동하고 있는 물체, 빛이나 복사열의 파동이 지나가는 일정 부피의 공간에 저장되어 있다. 이는 모든 물리 현상의 에너지가 역학적 에너지의 변형된 형태이며, 따라서 모든 현상을 역학적으로 설명할 수 있음을 의미했다.
이러한 에너지 개념은 멀리서 작용하는 힘보다 현상들을 역학적으로 명확하게 설명하였으며, 에너지 보존의 원리는 자연 현상들을 역학적 에너지로 통합하게 만들었다. 이것은 많은 물리학자들이 오랫동안 믿어오던 바였다.

### 열역학 제2법칙
줄 이론은 에너지 보존 법칙의 성립에 큰 공을 세웠지만, 카르노 이론과 줄 이론은 둘 다 성취와 한계를 동시에 가지고 있었다. 카르노 이론은 열 유체, 즉 칼로릭을 가정하고 있었지만 증기기관이 증기만으로 일을 할 수 없고 반드시 온도 차가 있어야 한다는 점을 반영하고 있었다. 줄의 이론은 열과 일의 변환 관계를 정확하게 보여주었지만 열의 비가역 현상, 즉 고체를 통해 전달될 때 열은 손실되지만 아무런 일도 생기지 않는 현상을 설명할 수는 없었다.
영국의 톰슨과 독일의 루돌프 클라우지우스는 이러한 문제점을 잘 알고 있었고 이를 해결하려고 시도하였다. 클라우지우스는 카르노의 이론과 줄의 이론을 두 원리로 종합하였다. 하나는 일과 열이 동등하다는 것이고, 또 하나는 열기관에서 열이 일부는 일로 바뀌고 나머지는 온도가 낮은 곳으로 흘러간다는 것이었다. 톰슨은 비가역 현상이 열의 흐름에 방향이 있음을 보여 준다고 생각했다. 클라우지우스는 이 방향성을 나타내기 위해 그리스어로 ‘변형’을 의미하는 ‘엔트로피’라는 용어를 도입하고, 열이 뜨거운 곳에서 차가운 곳으로 흐르는 경향을 엔트로피 증가로 표현하였다. 클라우지우스는 열 현상을 다음 두 개의 법칙으로 정식화했다.
1. 우주의 에너지는 생성되거나 소멸되지 않고 일정한 양이 보존된다.

2. 우주의 엔트로피는 항상 증가한다.
엔트로피 개념은 에너지 개념보다 훨씬 이해하기 힘들었다. 경험적으로는 맞지만 엔트로피 개념을 제안한 클라우지우스에게조차 물리적 의미가 무엇인지 잘 파악되지 않을 정도였다. 엔트로피 개념을 확률적으로 해석함으로써 물리적 의미를 분명하게 만든 사람은 독일의 루트비히 볼츠만이었다.
볼츠만은 엔트로피를 어떠한 상태를 구성하는 분자들의 배열 방법수와 관련지었다. 그는 주어진 상태에 대한 엔트로피가 그 상태에 해당되는 분자들의 배열 방법수의 로그값에 비례함을 보였다. 그런데 어떤 상태에 도달할 확률은 그 상태를 이루는 분자 배열의 방법수에 비례하므로, 결국 엔트로피는 확률의 로그에 비례하는 셈이었다. 엔트로피가 분자 배열 방법수와 확률에 비례하므로 어떤 상태의 무질서함을 나타낼 수도 있다. 즉, 우주의 엔트로피가 항상 증가한다는 것은 자연 상태에서의 여러 반응은 항상 무질서도가 증가하는 방향으로 일어난다는 것으로도 해석될 수 있었다.
카드 뒤섞기를 예로 들어보자. 새로 산 카드의 포장을 뜯으면 각 카드는 무늬와 숫자가 순서대로 정리되어 있다. 이 상태는 수십 장의 카드를 정렬해 두는 수많은 방법 중 하나일 뿐이다. 그러나 일단 카드를 뒤섞기 시작하면 다시 원래대로 정렬하기란 쉽지 않다. 물론 카드 뒤섞기를 아주 오래하면 어쩌다가 처음과 같은 상태가 나타날 수도 있겠지만, 그럴 가능성이 아주 낮다는 것을 우리는 경험을 통해 알고 있다. 즉, 자연 상태에서 뒤섞기를 하면 무질서한 정도는 증가하지 감소하지는 않는다. 이와 같이, 자연계에서 일어나는 모든 현상은 규칙적이고 체계화된 정도가 감소하는 즉, 무질서도가 증가하는 방향으로 일어난다. 이것을 열역학 제2법칙이라고 한다.
열역학 제2법칙은 수많은 분자들로 이루어진 물리계에서 반응이 일어날 때 엔트로피가 증가할 가능성이 매우 높다는 의미이다. 그 반대의 경우는 확률 값이 이론적으로는 0이 아니지만 너무 낮기 때문에 실제 경험 세계에서는 거의 일어나지 않는다.
엔트로피에 대한 볼츠만의 통계적 해석 덕분에 엔트로피 개념은 열 현상을 넘어 일반화되었다. 처음에 엔트로피는 열의 출입이 한 방향으로만 일어나는 경향을 설명하기 위해 도입되었다. 그러나 볼츠만 연구 이후에는 모든 물리적 상태에 적용 가능해진 개념이 되었다.